# Prazzo
Prazzo är en ort och kommun i provinsen Cuneo i regionen Piemonte i Italien. Kommunen hade 171 invånare (2018).